# Sekłak
Sekłak – wieś w Polsce położona w województwie mazowieckim, w powiecie węgrowskim, w gminie Korytnica. Ma status sołectwa. Leży nad rzeką Liwiec.
| SIMC    | Nazwa | Rodzaj    |
| ------- | ----- | --------- |
| 1059107 | Ruda  | część wsi |

W latach 1975–1998 miejscowość administracyjnie należała do województwa siedleckiego.
Wierni kościoła rzymskokatolickiego należą do parafii Matki Bożej Częstochowskiej w Kątach.